# Quiruelas de Vidriales
Quiruelas de Vidriales est une municipalité espagnole de la communauté autonome de Castille-et-León et de la province de Zamora. 

## Démographie
En 2023, la municipalité comprend 629 habitants. Elle connait un déclin de population depuis le début des années 1980,. Au 1ᵉʳ janvier 2022, la municipalité compte 302 femmes et 345 hommes.
| Années | Population, |
| ------ | ----------- |
| 2023   | 629         |
| 2022   | 647         |
| 2021   | 640         |
| 2020   | 652         |
| 2019   | 656         |
| 2018   | 668         |
| 2017   | 693         |
| 2016   | 706         |
| 2015   | 710         |
| 2014   | 728         |
| 2013   | 759         |
| 2012   | 762         |
| 2011   | 770         |
| 2010   | 804         |
| 2009   | 820         |
| 2008   | 831         |
| 2007   | 844         |
| 2006   | 866         |
| 2005   | 903         |
| 2004   | 934         |
| 2003   | 943         |
| 2002   | 946         |
| 2001   | 972         |
| 2000   | 981         |
| 1991   | 1,054       |
| 1981   | 1,130       |
| 1970   | 829         |
| 1960   | 986         |
| 1950   | 946         |
| 1940   | 883         |
| 1930   | 879         |
| 1920   | 787         |
| 1910   | 736         |
| 1900   | 824         |

## Histoire
Au Moyen Âge, le territoire où se trouve Quiruelas de Vidriales est intégré au Royaume de León, dont les monarques auraient entrepris la fondation du village. Par la suite, à l'époque moderne, Quiruelas est l'une des localités qui font partie de la province des terres du comte de Benavente et, au sein de celle-ci, de la Merindad de Vidriales et de la receptoría de Benavente.
Cependant, lors de la restructuration des provinces et de la création des provinces actuelles en 1833, Quiruelas de Vidriales fait partie de la province de Zamora, au sein de la région de León, et est intégrée en 1834 à l'arrondissement judiciaire de Benavente.